# Teófimo López
Teófimo Andrés López Rivera Jr (biệt danh: The Takeover hoặc El Brooklyn; sinh ngày 30 tháng 7 năm 1997) là một võ sĩ Quyền Anh chuyên nghiệp người Mỹ gốc Honduras. Anh là nhà cựu vô địch thế giới hạng nhẹ (lightweight) thống nhất đai IBF từ năm 2019 đến tháng 11 năm 2021, và các đai WBA (Super), WBO và The Ring kể từ khi đánh bại Vasiliy Lomachenko vào năm 2020 đến tháng 11 năm 2021. Khi còn là võ sĩ nghiệp dư, anh là vận động viên đại diện cho Honduras tại Thế vận hội Mùa hè 2016. Tính đến tháng 10 năm 2021, anh được xếp hạng là võ sĩ Quyền Anh xuất sắc thứ năm thế giới, tính theo P4P (pound for pound) bởi ESPN, Hiệp hội Nhà văn Quyền Anh Hoa Kỳ, thứ bảy bởi The Ring, và thứ mười bởi TBRB. Anh cũng được The Ring, ESPN, TBRB, và BoxRec xếp hạng là võ sĩ Quyền Anh hạng nhẹ xuất sắc nhất thế giới.

## Xuất thân và thời kỳ đầu
Teófimo López sinh ra trong gia đình người nhập cư Honduras ở Mỹ vào ngày 30 tháng 7 năm 1997 tại Brooklyn, New York, Hoa Kỳ. Bố anh là Teófimo López Sr., đồng thời là huấn luyện viên bắt đầu huấn luyện Quyền Anh cho anh năm 6 tuổi. Anh tham gia thi đấu Quyền Anh nghiệp dư, cạnh tranh cho vị trí vận động viên đại diện cho Hoa Kỳ tham dự Thế vận hội, tuy nhiên vị trí này thuộc về Carlos Balderas, võ sĩ hạng nhẹ của Hoa Kỳ trong hiệp hội AIBA dự Thế vận hội, và bị loại ở tứ kết. López tham gia đội Honduras và lọt vào vòng chung kết của giải đấu vòng loại Olympic châu Mỹ, giành được vé tham dự Thế vận hội Mùa hè 2016 ở Rio de Janeiro. Anh cũng đã giành được giải National Golden Gloves 2015, vô địch nghiệp dư Hoa Kỳ. Tại Thế vận hội 2016, López thi đấu nội dung hạng nhẹ nam tại đại diện cho Honduras, thua trận trước vận động viên giành huy chương bạc Sofiane Oumiha.

## Sự nghiệp

### Thời kỳ đầu
López ký hợp đồng với Top Rank vào tháng 10 năm 2016, bắt đầu sự nghiệp chuyên nghiệp và có trận ra mắt đầu tiên trong sự kiện Manny Pacquiao v. Jessie Vargas vào tháng 11 cùng năm. Sau khi lập thành tích 10–0 hoàn hảo, anh đã tuyên bố bước ra sân khấu Quyền Anh thế giới vào tháng 12 năm 2018 bằng cách đánh bại võ sĩ kỳ cựu Mason Menard bằng việc hạ đo ván (KO). Trong trận đấu tiếp theo của mình, López, đã được xếp hạng 9 bởi WBA, 11 bởi WBC và 10 bởi WBO, đối mặt với một võ sĩ Quyền Anh lâu năm khác là Diego Magdaleno, tiếp tục giành chiến thắng KO. Anh đã thu hút tranh cãi từ truyền thông khi ăn mừng quá khích sau khi hạ đo ván Magdaleno. Chuỗi chiến thắng của López tiếp tục được cải thiện, nâng thành 13–0 với chiến thắng KO trước Edis Tatli, mỗ võ sĩ từng thách thức danh hiệu thế giới vào ngày 20 tháng 4 năm 2019 trong trận Terence Crawford v. Amir Khan tại Madison Square Garden, thành phố New York.

### Hạng nhẹ IBF

#### López v. Nakatani
Vào ngày 19 tháng 7 năm 2019, López được IBF xếp hạng 4 vào thời điểm này đã đấu với võ sĩ bất bại Masayoshi Nakatani đang xếp thứ 3 IBF. Đay là trận đấu loại cuối cùng tranh suất thách đấu đai hạng nhẹ thế giới IBF. Trong trận, ở hiệp 4, López đánh ngã Nakatani bằng đòn tay phải, nhưng trọng tài cho rằng đó là đòn trượt mục tiêu, không tính là đánh ngã. Trận đấu đánh dấu lần đầu tiên López trải qua 12 hiệp đấu trong sự nghiệp, và anh đã giành được chiến thắng bằng quyết định đồng thuận (UD) với các điểm số 118–110, 118–110, 119–109, thiết lập một trận đấu tranh đai với nhà vô địch IBF Richard Commey.

#### López v. Commey
Vào ngày 14 tháng 12 năm 2019, López thách đấu với nhà vô địch hạng nhẹ IBF Richard Commey. Anh đã giành được danh hiệu IBF một cách ngoạn mục sau khi tiếp cận Commey bằng một đòn tấn công tay phải sát thương lớn và đánh gục đối thủ bằng chiến thắng hạ đo ván kỹ thuật (TKO) ở hiệp thứ hai. Sau khi trận đấu kết thúc, López được xếp vào vị trí tranh đai WBA, WBO và The Ring đối đầu với nhà vô địch hạng nhẹ Vasiliy Lomachenko. Khi được hỏi về kế hoạch của mình cho cuộc đấu tiếp theo và khả năng thống nhất đai với Lomachenko, López trả lời: "Các bạn biết tôi muốn ai", ám chỉ Lomachenko mà không nói rõ tên đối thủ anh hướng tới.

### Thống nhất hạng nhẹ

#### López v. Lomachenko
Vào tháng 9 năm 2020, López đồng ý đấu với nhà vô địch WBA (Super), WBO và The Ring Vasiliy Lomachenko vào ngày 17 tháng 10 tại MGM Grand ở Las Vegas. Đây là trận đấu thế giới lớn đầu tiên kể từ khi đại dịch COVID-19 bùng nổ. Không có khán giả trực tiếp, López đã giành chiến thắng khi đánh bại võ sĩ Ukraina được đánh giá cao bằng quyết định đồng thuận và duy trì thành tích bất bại của mình, với thẻ điểm của ban giám khảo là 116–112, 117–111 và 119–109. Bảy hiệp đầu tiên chứng kiến López trụ vừng sau những đòn jab và tấn công cơ thể đối thủ, còn Lomachenko trả đòn rất ít. Trong nửa sau, Lomachenko bắt đầu tấn công nhiều hơn, tung ra nhiều cú đấm hơn. Tuy nhiên, ở hiệp cuối cùng, López đã tung ra 50 trong số 98 cú đấm (51%), nhiều nhất và áp đảo. Theo thống kê của CompuBox, Lomachenko đạt 141/321 lần ra đòn (44%), trong khi López đạt 183/659 (28%).
Sau trận, López từ chối tái đấu, giải thích rằng: "tất cả các thành viên [trong đội của Lomachenko] đều đối xử tệ với tôi, bố tôi. Anh ta [Lomachenko] không muốn đưa điều khoản tái đấu vào hợp đồng của chúng tôi." Sau chiến thắng của mình, López khẳng định rằng anh là nhà vô địch hạng nhẹ thế giới không thể tranh cãi dù không giữ đai WBC. Tuy nhiên, tuyên bố này bị tranh cãi bởi nhiều nhà phân tích Quyền Anh và người hâm mộ, cho rằng vấn đề nhượng quyền thương mại của danh hiệu WBC mà López giành được trước Lomachenko thiếu sự công nhận từ một bộ phận lớn cộng đồng Quyền Anh, bao gồm cả Devin Haney, người được những người khác công nhận là người nắm giữ danh hiệu WBC hạng nhẹ hợp pháp. Tức nghĩa rằng López chưa giành được đai WBC, chưa thống nhất toàn diện hạng nhẹ thế giới.

#### López v. Kambosos Jr.
Lần bảo vệ đai hạng nhẹ thống nhất đầu tiên của López đã được lên kế hoạch vào ngày 5 tháng 6 năm 2021 trước đối thủ là võ sĩ bất bại George Kambosos Jr, trước khi bị trì hoãn nhiều lần do những vấn đề phức tạp liên quan đến việc López xét nghiệm dương tính với COVID-19, và tranh chấp về địa điểm tổ chức trận đánh. Trận đã đi đến đấu thầu căng thẳng và Triller đã thắng với giá thắng thầu hơn 6 triệu USD, tổ chức vào ngày 27 tháng 11, chiếu trực tiếp độc quyền trên dịch vụ phát trực tuyến DAZN. Tuy Kambosos bước vào trận đấu với thành tích 13–1 có phần lép vế hơn so với đối thủ, song anh đã hạ gục nhà vô địch ngay trong hiệp đầu trận đấu. Dù đáp lại sự kỳ vọng từ khán giả và hạ đo ván Kambosos ở hiệp thứ mười, nhưng López vẫn thua trận đấu theo quyết định đồng thuận. Một giám khảo cho điểm 114–113 nghiêng về López, trong khi hai giám khảo còn lại cho điểm là 115–112 và 115–111 dành cho Kambosos Jr.

## Đời tư
Vào ngày 23 tháng 4 năm 2019, López kết hôn với vợ và Cynthia López, người Mỹ gốc Nicaragua. Họ gặp nhau lần đầu trên một chuyến bay của Delta Airlines từ thành phố New York đến Las Vegas ngay sau trận đấu giành chiến thắng thứ 9 của López với Vitor Jones Freitas, khi mà Cynthia là một nữ tiếp viên hàng không. Không lâu sau khi kết hôn, họ đã trải qua kỳ nghỉ trăng mật ở Hy Lạp. Vào ngày 12 tháng 2 năm 2021, López đã sử dụng các nền tảng truyền thông xã hội của mình để lên tiếng về sự bất công và ủng hộ các nạn nhân của bạo lực chủng tộc, đưa ra thông điệp ủng hộ các cộng đồng châu Á trên toàn thế giới trong dịp Tết Nguyên đán đang trong giai đoạn phân biệt chủng tộc ở Hoa Kỳ vào năm 2021.
Ngôn ngữ mẹ đẻ của López là tiếng Anh, và anh cũng có thể hiểu và nói tiếng Tây Ban Nha. Vào ngày 15 tháng 6 năm 2021, López có kết quả xét nghiệm dương tính với COVID-19, dẫn đến việc hoãn trận đấu giữa anh với George Kambosos Jr.

## Thống kê
| Thống kê Quyền Anh chuyên nghiệp |          |        |
| 17 trận                          | 16 thắng | 1 thua |
| Bằng knockout                    | 12       | 0      |
| Bằng quyết định trọng tài        | 4        | 1      |

|    | Kết quả | Tỷ số | Đối thủ              | Dạng | Thời gian    | Ngày        | Địa điểm                                       | Ghi chú                                                             |
| -- | ------- | ----- | -------------------- | ---- | ------------ | ----------- | ---------------------------------------------- | ------------------------------------------------------------------- |
| 17 | Thua    | 16–1  | George Kambosos Jr.  | SD   | 12           | 27/11/2021  | Hulu Theater, New York                         | Mất đai WBA (Super), IBF, WBO, và The Ring hạng nhẹ                 |
| 16 | Thắng   | 16–0  | Vasiliy Lomachenko   | UD   | 12           | 17/10/2020  | MGM Grand Las Vegas, Nevada                    | Giữ đai IBF hạng nhẹ; Giành đai WBA (Super), WBO, The Ring hạng nhẹ |
| 15 | Thắng   | 15–0  | Richard Commey       | TKO  | 2 (12), 1:13 | 14/12/2019  | Madison Square Garden, New York                | Giành đai IBF hạng nhẹ                                              |
| 14 | Thắng   | 14–0  | Masayoshi Nakatani   | UD   | 12           | 19/6/2019   | MGM National Harbor, Oxon Hill, Maryland       |                                                                     |
| 13 | Thắng   | 13–0  | Edis Tatli           | KO   | 5 (12), 1:32 | 20/4/2019   | Madison Square Garden, New York                | Giữ đai WBC-NABF hạng nhẹ                                           |
| 12 | Thắng   | 12–0  | Diego Magdaleno      | KO   | 7 (10), 1:08 | 2/2/2019    | The Ford Center at The Star, Frisco, Texas     | Giữ đai WBC-NABF, và IBF-USBA hạng nhẹ                              |
| 11 | Thắng   | 11–0  | Mason Menard         | KO   | 1 (10), 0:44 | 8/12/2018   | Hulu Theater, New York                         | Giành đai WBA-NABA, WBC-NABF, và IBF-USBA hang nhẹ                  |
| 10 | Thắng   | 10–0  | William Silva        | TKO  | 6 (10), 0:15 | 14/7/2018   | Lakefront Arena, New Orleans, Louisiana        | Giành đai WBC Continental Americas hạng nhẹ                         |
| 9  | Thắng   | 9–0   | Vitor Jones Freitas  | KO   | 1 (8), 1:04  | 12/5/2018   | Madison Square Garden, New York                |                                                                     |
| 8  | Thắng   | 8–0   | Juan Pablo Sanchez   | UD   | 6            | 3/2/2018    | American Bank Center, Corpus Christi, Texas    |                                                                     |
| 7  | Thắng   | 7–0   | Josh Ross            | TKO  | 2 (6), 1:57  | 13/10/2017  | A La Carte Event Pavilion, Tampa, Florida      |                                                                     |
| 6  | Thắng   | 6–0   | Christian Santibanez | UD   | 6            | 7/7/2017    | A La Carte Event Pavilion, Tampa, Florida      |                                                                     |
| 5  | Thắng   | 5–0   | Ronald Rivas         | KO   | 2 (6), 2:21  | 20/5/2017   | Madison Square Garden, New York                |                                                                     |
| 4  | Thắng   | 4–0   | Jorge Luis Munguia   | TKO  | 2 (6), 0:48  | 21/4/2017   | Osceola Heritage Center, Kissimmee, Florida    |                                                                     |
| 3  | Thắng   | 3–0   | Daniel Bastien       | KO   | 2 (6), 0:39  | 17/3/2017   | The Theater at Madison Square Garden, New York |                                                                     |
| 2  | Thắng   | 2–0   | Francisco Medel      | TKO  | 4 (4), 0:58  | 24/2/2017   | Tony Rosa Community Center, Palm Bay, Florida  |                                                                     |
| 1  | Thắng   | 1–0   | Ishwar Siqueiros     | KO   | 2 (4), 2:03  | 5/11/2016]] | Thomas & Mack Center, Paradise, Nevada         |                                                                     |